# Магнитно-оптичен капан
Магнитно-оптичен капан (съкратено МОК) е устройство, което служи за охлаждане на неутрални атоми до температури много близки до абсолютната нула, задържайки ги на определено място чрез силни магнитно поле и кръгово поляризирана лазерна светлина. Заредени йони могат да бъдат задържани в капан на Пенинг или в капан на Пол, чрез използване на комбинация от електрични и магнитни полета, но тези методи не могат да работят с неутрални атоми. В магнитно-оптичните капани, неутралните атоми могат да се охлаждат и съхраняват с помощта на лазерна светлина. МОК изисква атомите да имат преход подходящ за лазерно охлаждане, за да работят. Типично за MOK, където са захванати натриеви атоми в капан може да се постигне охлаждане до 300 μK или 0,0003 градуса над абсолютната нула.
|  | Тази страница частично или изцяло представлява превод на страницата Magneto-optical trap в Уикипедия на английски. Оригиналният текст, както и този превод, са защитени от Лиценза „Криейтив Комънс – Признание – Споделяне на споделеното“, а за съдържание, създадено преди юни 2009 година – от Лиценза за свободна документация на ГНУ. Прегледайте историята на редакциите на оригиналната страница, както и на преводната страница, за да видите списъка на съавторите. ВАЖНО: Този шаблон се отнася единствено до авторските права върху съдържанието на статията. Добавянето му не отменя изискването да се посочват конкретни източници на твърденията, които да бъдат благонадеждни. |